# Miss Mundo 2015
Miss Mundo 2015 (em inglês: Miss World 2015) foi a 65ª edição do mais antigo e prestigiado concurso de beleza de origem européia, realizado anualmente com a presença invicta de mais de cem países ao redor do globo. Devido à sua abrangência, é considerado, junto ao Miss Universo, os dois principais concursos de beleza feminino do planeta. Este ano a cerimônia de coroação foi realizada dentro do Crown of Beauty Theatre, em Sanya, na China. O mundo conheceu a mais bela no dia 19 de Dezembro ao vivo, com transmissão simultânea pela E!.

## Resultados

### Colocações
| Colocação                                           | País e Candidata |

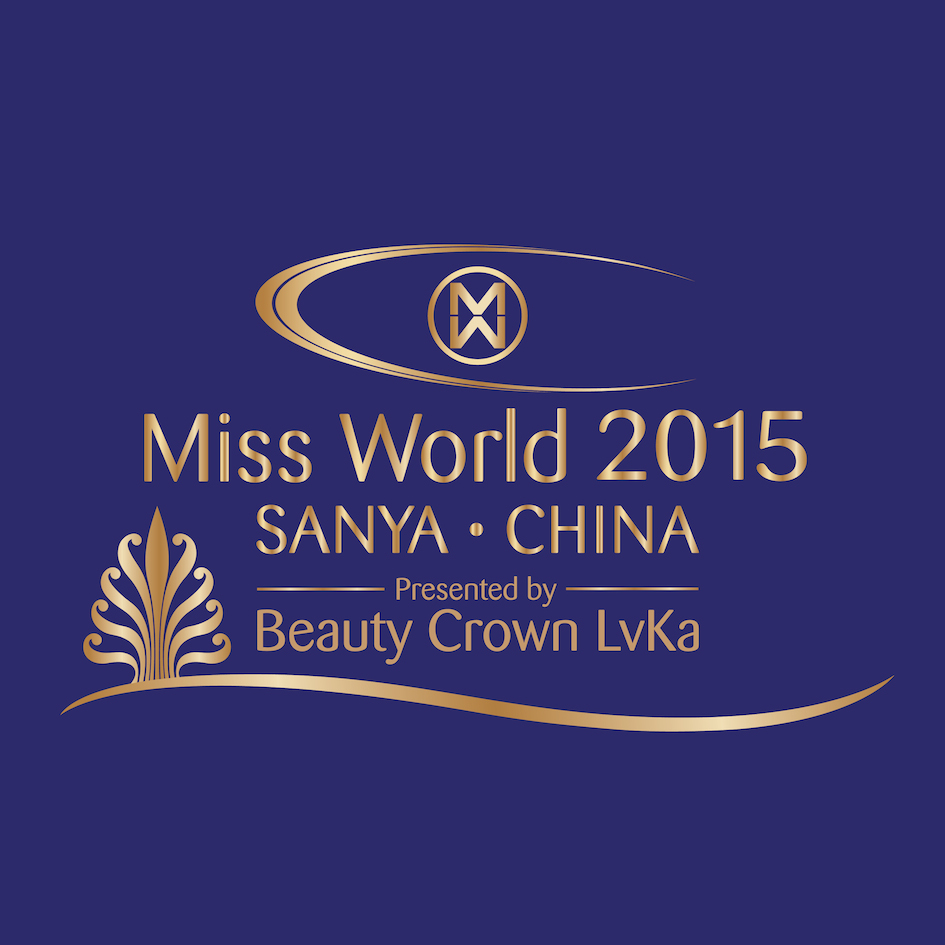
Banner deste ano do concurso.

| Vencedora                                           | - Espanha - Mireia Lalaguna |
| 2º. Lugar                                           | - Rússia - Sofia Nikitchuk |
| 3º. Lugar                                           | - Indonésia - Maria Harfanti |
| Finalistas                                          | - Jamaica - Sanneta Myrie - Líbano - Valerie Chacra |
| (TOP 11) Semifinalistas                             | - África do Sul - Liesl Laurie - Australia - Tess Alexander - Filipinas - Hillarie Parungao - França - Hinarere Taputu - Guiana - Lisa Punch - Vietnã - Trần Khuê |
| (TOP 20) Semifinalistas (Em ordem de classificação) | - Países Baixos - Margot Hanekamp - Brasil - Catharina Choi - Cazaquistão - Regina Vandysheva - Polônia - Marta Pałucka - Nova Zelândia - Deborah Lambie - China - Yuan Lu - Sudão do Sul - Ajaa Monchol - Escócia - Mhairi Fergusson - Equador - Camila Marañón - Irlanda do Norte - Leanne McDowell |

### Ordem dos Anúncios
| 1. Rússia 2. Indonésia 3. Filipinas 4. Jamaica 5. Guiana 6. França 7. Líbano 8. África do Sul 9. Espanha 10. Austrália 11. Países Baixos 12. Brasil 13. Cazaquistão 14. Polônia 15. Nova Zelândia 16. China 17. Sudão do Sul 18. Escócia 19. Equador 20. Irlanda do Norte | 1. Rússia 2. Filipinas 3. Guiana 4. Líbano 5. Espanha 6. Jamaica 7. França 8. África do Sul 9. Espanha 10. Austrália 11. Vietnã | 1. Espanha 2. Rússia 3. Indonésia 4. Líbano 5. Jamaica |  |  |  |

## Quadro de Prêmios

### Prêmios Especiais
Diferentemente das etapas classificatórias, estes não contam pontos:

#### Rainhas Continentais da Beleza
| Prêmio   | País e Candidata               |
| África   | - África do Sul - Liesl Laurie |
| Américas | - Brasil - Catharina Choi      |
| Ásia     | - Indonésia - Maria Harfanti   |
| Caribe   | - Jamaica - Sanneta Myrie      |
| Europa   | - Espanha - Mireia Lalaguna    |
| Oceania  | - Australia - Tess Alexander   |

#### Melhor Vestido
| Prêmio                  | País e Candidata |
| 1                       | - Vietnã - Trần Ngọc Lan |
| (TOP 10) Semifinalistas | - Bósnia e Herz. - Marijana Marković - Brasil - Catharina Choi - Costa do Marfim - Andréa N'Guessan - Guadalupe - Arlène Tacite - Índia - Aditi Arya - Indonésia - Maria Harfanti - Itália - Greta Galassi - Mongólia - Anu Namshiryn - Porto Rico - Keysi Vargas |

#### Escolha da Audiência
| Prêmio                  | País e Candidata |
| 1                       | - Vietnã - Trần Ngọc Lan |
| (TOP 10) Semifinalistas | - Camarões - Jessica Ngoua - Equador - Camila Marañón - Filipinas - Hillarie Parungao - França - Hinarere Taputu - Índia - Aditi Arya - Líbano - Valerie Abou - Rússia - Sofia Nikitchuk - Tailândia - Thunchanok Moonnilta - Venezuela - Anyela Galante |
| (TOP 25) Semifinalistas | - África do Sul - Liesl Laurie - Austrália - Tess Alexander - Bahamas - Chantel O'Brian - Brasil - Catharina Choi - Cazaquistão - Regina Vandysheva - Colômbia - María Alejandra López - Costa do Marfim - Andréa N'Guessan - El Salvador - Marcela Santamaria - Estados Unidos - Victoria Mendoza - Fiji - Brittany Hazelman - Gabão - Reine Ngotala - Indonésia - Maria Harfanti - Jamaica - Sanneta Myrie - México - Yamelin Ramírez - Samoa - Latafale Auva'a |

#### Danças do Mundo
| Prêmio     | País e Candidata |
| Escolhidas | - China - Yuan Lu - Eslováquia - Lujza Straková - França - Hinarere Taputu - Nepal - Evana Manandhar - Paraguai - Giovanna Cordeiro - Samoa - Latafale Auva'a - Zâmbia - Michelo Malambo |

## Etapas Preliminares
Atividades que contam pontos às candidatas.
| Prêmio                  | País e Candidata |
| 1                       | - Espanha - Mireia Lalaguna |
| Finalistas              | - França - Hinarere Taputu - Itália - Greta Galassi - Porto Rico - Keysi Vargas - Rússia - Sofia Nikitchuk |
| (TOP 30) Semifinalistas | - África do Sul - Liesl Laurie - Albânia - Daniela Pajaziti - Argentina - Daniela Mirón - Austrália - Tess Alexander - Áustria - Annika Grill - Brasil - Catharina Choi - Camarões - Jessica Ngoua - Cazaquistão - Regina Vandysheva - China - Yuan Lu - Costa do Marfim - Andréa N'Guessan - Etiópia - Kisanet Teklehaimanot - Filipinas - Hillarie Parungao - Geórgia - Nuka Karalashvili - Honduras - Gabriela Salazar - Índia - Aditi Arya - Irlanda - Sacha Livingstone - Japão - Chika Nakagawa - Líbano - Valerie Abou - Países Baixos - Margot Hanekamp - Paraguai - Giovanna Cordeiro - Polônia - Marta Pałucka - Sudão do Sul - Ajaa Monchol - Suécia - Natalia Fogelund - Venezuela - Anyela Galante - Vietnã - Trần Ngọc Lan |

| Prêmio                  | País e Candidata |
| 1                       | - Guiana - Lisa Punch |
| 2                       | - Malásia - Brynn Lovett |
| 3                       | - Jamaica - Sanneta Myrie |
| Finalistas              | - Paraguai - Giovanna Cordeiro - Samoa - Latafale Auva'a |
| (TOP 13) Semifinalistas | - Austrália - Tess Alexander - Bermudas - Alyssa Rose - Curaçao - Alexandra Krijger - Ilhas Virgens Britânicas - Sasha Wintz - Inglaterra - Natasha Hemmings - Indonésia - Maria Harfant - País de Gales - Emma Jenkins - Tailândia - Thanyachanok Moonninta |

| Prêmio                  | País e Candidata |
| 1                       | - Namíbia - Steffi van Wyk |
| 2                       | - Seicheles - Linne Freminot |
| 3                       | - Guão - Aria Theisen |
| Finalistas              | - Cazaquistão - Regina Vandysheva - Samoa - Latafale Auva'a |
| (TOP 24) Semifinalistas | - África do Sul - Liesl Laurie - Austrália - Tess Alexander - Bermudas - Alyssa Rose - Botsuana - Seneo Mabengano - Curaçao - Alexandra Krijger - Dinamarca - Jessica Josephina - Escócia - Mhairi Fergusson - Espanha - Mireia Lalaguna - Etiópia - Kisanet Teklehaimanot - Fiji - Brittany Hazelman - França - Hinarere Taputu - Nicarágua - Stefanía Alemán - Noruega - Fay Teresa Vålbekk - Nova Zelândia - Deborah Lambie - Quênia - Charity Mwangi - República Checa - Andrea Kalousová - Rep. Dominicana - Cinthya Núñez - Sérvia - Marija Ćetković - Turquia - Ecem Çırpan |

| Prêmio         | País e Candidata                                                                                      |
| 1              | - Filipinas - Hillarie Parungao                                                                       |
| Semifinalistas | - Guiana - Lisa Punch - Índia - Aditi Arya - Jamaica - Sanneta Myrie - Nova Zelândia - Deborah Lambie |

| Prêmio                  | País e Candidata |
| 1                       | - Indonésia - Maria Harfanti |
| (TOP 10) Semifinalistas | - Equador - Camila Marañón - El Salvador - Marcela Santamaria - Guiana - Lisa Punch - Nepal - Evana Manandhar - Nicarágua - Stefanía Alemántanz - Rússia - Sofia Nikitchuk - Samoa - Latafale Auva'a - Tanzânia - Lilian Kamazima - Zâmbia - Michelo Malambo |

## Candidatas
Disputaram este ano, as candidatas de:
| - África do Sul - Liesl Laurie - Albânia - Daniela Pajaziti - Alemanha - Albijona Muharremaj - Argentina - Daniela Mirón - Aruba - Nicole Van Tellingen - Austrália - Tess Alexander - Áustria - Annika Grill - Bahamas - Chantel O'Brian - Bélgica - Leylah Alliët - Bermudas - Alyssa Rose - Bolívia - Vivian Serrano - Bósnia e Herzegovina - Marijana Marković - Botsuana - Seneo Mabengano - Brasil - Catharina Choi - Bulgária - Simona Evgenieva - Camarões - Jessica Ngoua - Cazaquistão - Regina Vandysheva - Chile - Fernanda Sobarzo - China - Yuan Lu - Colômbia - María Alejandra López - Coreia do Sul - Jung Eun-ju - Costa do Marfim - Andréa N'Guessan - Costa Rica - Angélica Reyes - Croácia - Maja Spahija - Curaçao - Alexandra Krijger - Chipre - Rafaela Charalampous - Dinamarca - Jessica Josephina - El Salvador - Marcela Santamaria - Equador - Camila Marañón - Escócia - Mhairi Fergusson - Eslováquia - Lujza Straková - Eslovênia - Mateja Kociper - Espanha - Mireia Lalaguna - Estados Unidos - Victoria Mendoza - Etiópia - Kisanet Teklehaimanot - Fiji - Brittany Hazelman - Filipinas - Hillarie Parungao - Finlândia - Carola Miller | - França - Hinarere Taputu - Gabão - Reine Ngotala - Geórgia - Nuka Karalashvili - Gibraltar - Hannah Bado - Guadalupe - Arlène Tacite - Guão - Aria Theisen - Guatemala - María Larrañaga - Guiné - Mama Diallo - Guiana - Lisa Punch - Haiti - Seydina Allen - Honduras - Gabriela Salazar - Hungria - Daniella Kiss - Ilhas Cook - Natalia Short - Ilhas Virgens Americanas - Jahne Massac - Ilhas Virgens Britânicas - Sasha Wintz - Índia - Aditi Arya - Indonésia - Maria Harfanti - Inglaterra - Natasha Hemmings - Irlanda - Sacha Livingstone - Irlanda do Norte - Leanne McDowell - Islândia - Arna Ýr Jónsdóttir - Itália - Greta Galassi - Jamaica - Sanneta Myrie - Japão - Chika Nakagawa - Letônia - Lāsma Zemene - Lesoto - Relebohile Kobeli - Líbano - Valerie Abou - Macedônia - Emilija Rozman - Malásia - Brynn Lovett - Malta - Katrina Pavia - Maurícia - Aurellia Bégué - México - Yamelin Ramírez - Mianmar - Khin Thein Myint - Moldávia - Anastasia Iacub - Mongólia - Anu Namshiryn - Montenegro - Nataša Milosavljević - Namíbia - Steffi van Wyk - Nepal - Evana Manandhar | - Nicarágua - Stefanía Alemán - Nigéria - Unoaku Anyadike - Noruega - Fay Teresa Vålbekk - Nova Zelândia - Deborah Lambie - País de Gales - Emma Jenkins - Países Baixos - Margot Hanekamp - Panamá - Diana Jaén - Paraguai - Giovanna Cordeiro - Peru - Karla Chocano - Polônia - Marta Pałucka - Portugal - Rafaela Pardete - Porto Rico - Keysi Vargas - Quênia - Charity Mwangi - Quirguistão - Tattybubu Samidin-Kyzy - República Checa - Andrea Kalousová - República Dominicana - Cinthya Núñez - Romênia - Natalia Onet - Rússia - Sofia Nikitchuk - Samoa - Latafale Auva'a - São Cristóvão e Neves - Jackiema Flemming - Seicheles - Linne Freminot - Sérvia - Marija Ćetković - Singapura - Charity Lu - Sudão do Sul - Ajaa Monchol - Sri Lanca - Thilini Amarasooriya - Suécia - Natalia Fogelund - Tailândia - Thunchanok Moonnilta - Tanzânia - Lilian Kamazima - Trindade e Tobago - Daniella Walcott - Tunísia - Marwa Heny - Turquia - Ecem Çırpan - Ucrânia - Khrystyna Stoloka - Uganda - Zahara Nakiyaga - Uruguai - Sherika De Armas - Venezuela - Anyela Galante - Vietnã - Trần Ngọc Lan - Zâmbia - Michelo Malambo - Zimbabue - Annie Mutambu |

## Histórico

### Desistências
- Argélia - Rym Amari
- Canadá - Anastasia Lin
- Chade - Élise Dagossé
- Egito - Lara Debbana
- Gana - Antoinette Kemavor
- Grécia - Theodora Moschouri
- Guiné-Bissau - Laila da Costa
- Hong Kong - Louisa Mak
- Israel - Maayan Keren
- Luxemburgo - Vonessa Alijaj

## Crossovers
Já possuem um histórico em concursos de beleza:
| Miss Universo - 2014: Egito - Lara Debbana - (Representando o Egito em Doral, Estados Unidos) Miss Beleza Internacional - 2011: El Salvador - Marcela Santamaría - (Representando El Salvador em Chengdu, na China) - 2013: Mongólia - Anu Namshiryn - (Representando Mongólia em Tóquio, no Japão) - 2014: Portugal - Rafaela Pardete - (Representando Portugal em Tóquio, no Japão) Miss Terra - 2013: Brasil - Catharina Choi (4º. Lugar) - (Representando a Coreia do Sul em Muntinlupa, nas Filipinas) Miss Intercontinental - 2014: Porto Rico - Keysi Vargas (Top 16) - (Representando Porto Rico em Magdeburgo, na Alemanha) - 2014: Alemanha - Albijona Muharremaj - (Representando Kosovo em Magdeburgo, na Alemanha) Miss Mundo Universitária - 2014: Nova Zelândia - Deborah Lambie - (Representando Nova Zelândia em Phnom Penh, no Camboja) Miss Italia nel Mondo - 2010: Bolívia - Vivian Serrano (Top 14) - (Representando a Bolívia em Roma, na Itália) | Miss Atlântico Internacional - 2014: Espanha - Mireia Lalaguna (Vencedora) - (Representando a Espanha em Punta del Este, no Uruguai) Rainha Internacional do Café - 2015: Nicarágua - Stefanía Alemán - (Representando a Nicarágua em Manizales, na Colômbia) Miss Turismo Internacional - 2013: Panamá - Diana Jaén - (Representando Panamá em Kuala Lumpur, na Malásia) - 2014: Paraguai - Giovanna Cordeiro (Top 10) - (Representando Paraguai em Kuala Lumpur, na Malásia) - 2014: Luxemburgo - Vonessa Alijaj - (Representando Luxemburgo em Kuala Lumpur, na Malásia) Rainha Hispano-Americana - 2010: El Salvador - Marcela Santamaría - (Representando El Salvador em Santa Cruz, na Bolívia) - 2013: Colômbia - María Alejandra López (Vencedora) - (Representando a Colômbia em Santa Cruz, na Bolívia) Miss Caraibes Hibiscus - 2014: Colômbia - María Alejandra López (Vencedora) - (Representando a Colômbia em Maho Bay, em São Martinho) |